# ستیغ‌تاجان
ستیغ‌تاجان (نام علمی: Lophocorona) نام یک سرده از راسته پروانه‌سانان است.